# 市川美織
市川 美織（いちかわ みおり、1994年〈平成6年〉2月12日 - ）は、日本のタレント、女優、歌手。レトロポップユニット・FANCYLABOのメンバー。女性アイドルグループ・NMB48およびAKB48の元メンバーである。埼玉県久喜市出身。プロダクション尾木所属。

## 略歴
5年生のときに原宿でスカウトされ、スターダストプロモーションに所属。最初の仕事は2005年愛知万博の新聞に掲載されたCanonの広告だった。
「Power Age」の初期メンバーとして2005年3月から活動。2006年5月から6月にかけて上演された『母の桜が散った夜』で初舞台。女優になることを目標とするため2006年9月にPower Ageから脱退する。2008年1月に公開された映画『子猫の涙』に出演。
スカウトから4年後、契約更新時期になった際にこれ以上の更新はできないと告げられ、そのまま退所となる。その後、ボックスコーポレーションに移籍するが、2年たたないうちに契約終了を告げられる。
2010年
- 3月、前事務所との契約終了から2か月後[8]、『AKB48 第10期研究生オーディション』に合格し、研究生候補になり、AKS所属となる。
- 6月12日、セレクション審査に合格し、研究生になる。
- 6月19日、チームB 5th Stage「シアターの女神」公演に増田有華の代役として出演し、AKB48劇場の公演デビュー。
- 9月7日、「カスペルスキー インターネットセキュリティ2011」のプロモーションとして研究生10名（9期生6名・10期生4名）が起用され、市川もそのうちの一人として前田敦子が所長を務める「AKB48カスペルスキー研究所」の研究員となる。

2011年
- 3月10日、雑誌『週刊ヤングジャンプ』（集英社）とAKB48のコラボレーションユニット「YJ7」のメンバーにチーム研究生の中から唯一選ばれる。
- 正規メンバーへの昇格内定が出ていない研究生としては唯一『マジすか学園2』のレギュラーに抜擢された。
- 5月29日、横浜スタジアムで開催された「Everyday、カチューシャ」全国握手会関東エリアイベントで正規メンバーへの昇格が発表された[9]。
- 6月6日、東京ドームシティホールで開催された『「見逃した君たちへ」〜AKB48グループ全公演〜』・ひまわり組 1st Stage「僕の太陽」公演においてチーム4の結成が発表され、市川も初期メンバーとして加入[10]。
- 5月から6月にかけて実施された『AKB48 22ndシングル 選抜総選挙「今年もガチです」』では39位で、アンダーガールズに選出された[11]。

2012年
- 3月25日、コンサート『業務連絡。頼むぞ、片山部長! inさいたまスーパーアリーナ』3日目公演においてプロダクション尾木への移籍打診があったことが発表された[12][13]。
- 5月23日発売の26thシングル「真夏のSounds good !」において初の表題曲選抜メンバーになる。
- 5月から6月にかけて実施された『AKB48 27thシングル 選抜総選挙』では58位で、フューチャーガールズに選出された[14]。
- 7月にAKSからプロダクション尾木へ正式移籍。
- 8月24日、『AKB48 in TOKYO DOME 〜1830mの夢〜』初日公演において、チーム再編に伴いチームBへ異動することが発表される[15][16]。同年11月1日より、チームBに異動。
- 11月3日、チームBウェイティング公演のスターティングメンバーとして新チームでの活動を開始する[17]。

2013年
- 4月28日、『AKB48グループ臨時総会 〜白黒つけようじゃないか!〜』最終日の夜公演にて、NMB48チームNとの兼任が発表され[18]、同日付をもって兼任が開始された[注 1]。
- 5月から6月にかけて実施された『AKB48 32ndシングル 選抜総選挙』では57位で、フューチャーガールズに選出された[19]。
- 9月2日、この日NMB48劇場で開催された『チームN 1st Stage「誰かのために」リバイバル公演』において、初めて同劇場での公演に出演する[20]。

2014年
- 2月24日、Zepp DiverCityで開催された「AKB48グループ大組閣祭り」にて、NMB48チームBIIへの移籍が発表される[21]。
- 3月18日、JA広島果実連より『広島レモン大使』に任命される[22]。
- 5月から6月にかけて実施された『AKB48 37thシングル 選抜総選挙』では53位で、フューチャーガールズに選出された[23]。

2015年
- 5月から6月にかけて実施された『AKB48 41stシングル 選抜総選挙』では79位で、アップカミングガールに選出された[24]。

2016年
- 5月から6月にかけて実施された『AKB48 45thシングル 選抜総選挙』では80位圏外であったが、9月15日に開催された『AKB48グループ同時開催コンサートin横浜〜来年こそランクインするぞ決起集会〜』において発表された『選抜総選挙延長戦』で「ギリギリ圏外」の81位であったことが明かされた[25]。
- 10月5日から7日にかけて、新宿村LIVEにて上演された舞台『放課後戦記』で舞台初主演を務める[26]。
- 10月18日に神戸ワールド記念ホールで開催された『NMB48 6th Anniversary LIVE』で「大組閣」と称したチーム再編により、チームNへの異動が発表され、2017年1月1日に新チーム体制に移行[27]。
- 12月31日、第67回NHK紅白歌合戦にはAKB48のメンバーとして出演。番組企画として実施された「夢の紅白選抜」で10位に選出。

2017年
- 5月から6月にかけて実施された『AKB48 49thシングル 選抜総選挙』では61位で、フューチャーガールズに選出された。

2018年
- 1月19日、TOKYO DOME CITY HALLで行われた『AKB48グループ リクエストアワー セットリストベスト100 2018』で、NMB48を卒業することを発表[28]。
- 4月3日、大阪・オリックス劇場で卒業コンサート「今が旬!難波育ちフレッシュ檸檬、出荷します」を開催[29]。
- 4月7日、初主演映画『放課後戦記』公開[30]。
- 4月16日、埼玉・大宮ソニックシティで卒業コンサートを開催[31]。
- 5月1日、NMB48劇場で行われたチームN「目撃者」公演をもって、NMB48としての活動を終了[32]。
- 7月20日から8月13日にかけて上演された『ダンガンロンパ3 THE STAGE2018〜The End of 希望ヶ峰学園〜』で、卒業後初の舞台作品に出演[33]。

2019年
- 8月7日に玄光社より、自身単独としては初となる写真集「PRIVATE」を発売[34]。

2023年
- 2月14日、Night Tempoと矢川葵によるプロジェクト「FANCYLABO」に、新たに加入[35]。4月26日に、デビューシングル「Flash Light」で配信リリースした[36]。

2024年
- 4月14日、広島レモン大使10周年を迎えるにあたって都内でトークショーが行われ、同イベントにおいて、これまでの実績を踏まえて新たに広島を含む瀬戸内7県[注 2]の瀬戸内レモン大使を兼任することが発表された[37]。
- 5月23日、AKB48劇場で開催された「僕の太陽」公演にOGゲストとして出演、「シアターの女神」のパフォーマンスをした [38]。

## 人物
- 埼玉県久喜市の出身で、2017年11月に久喜市から「久喜市くき親善大使」に任命された[1][39]。
- 愛称は、みおりん。後述のキャッチフレーズから、「フレッシュレモン」[40]「レモンちゃん」[41][注 3]、他には「天使」[43]や「妖精」[44]などと呼ばれることもある。
- 趣味は、カップケーキ作りと手相[45]、レモングッズ集め。特に「レモンの入レモン」のカバンがお気に入りで持ち歩くほど[46]。
- 特技は、一輪車・高速まばたき・巻き舌[45]。

### AKB48
- キャッチコピーは「フレッシュレモンになりたいの」。「チームB推し」の掛け声でも使用されている。その振付は島崎遥香考案によるものであり、市川本人も島崎が生みの親であると明かしている[47]。「将来何になりたいか」と尋ねられると決まって「フレッシュレモンです」と答えているが、峯岸みなみに「本当にレモンでいいの？」と詰め寄られ、最終的に「女優」と明かした[48]。2016年の『AKB48 45thシングル選抜総選挙』に際し、「脱・レモン」を宣言した[49][50]。
- 島崎遥香の勧誘をきっかけに、島崎とSKE48・松井玲奈が結成した「メロンパン同盟」に2011年1月20日加入した[注 4]。
- AKB48研究生時代からメディアへの出演が多く、『有吉AKB共和国』などの冠番組に頻繁に出演していた。そのため、研究生時代に先輩の小森美果と研究生数人で池袋に遊びに行ったところ、すでに正規メンバーとして活動していた小森より先にファンに気づかれるなど、昇格前から知名度を上げていた[51]。

## NMB48・AKB48での参加楽曲

### シングル選抜楽曲
NMB48名義
- 僕らのユリイカ
  - 野蛮なソフトクリーム - 「紅組」名義
- カモネギックス
- 高嶺の林檎
- らしくない
  - スターになんてなりたくない - 「Team BII」名義
- Don't look back!
  - ロマンティックスノー - 「Team BII」名義
- ドリアン少年
  - 心の文字を書け! - 「Team BII」名義
- 「Must be now」に収録
  - 片想いよりも思い出を…
  - 空腹で恋愛をするな - 「Team BII」名義
- 甘噛み姫
  - フェリー - 「Team BII」名義
- 「僕はいない」に収録
  - 妄想マシーン3号機 - 「Team BII」名義
- 「僕以外の誰か」に収録
  - 孤独ギター - 「Team N」名義
- ワロタピーポー
  - どこかでキスを - 「Team N」名義
- 欲望者
  - 阪急電車 - 「Team N」名義

AKB48名義
- 「チャンスの順番」に収録
  - フルーツ・スノウ - 「team 研究生」名義
- 「桜の木になろう」に収録
  - 黄金センター - 「team 研究生」名義
- 「Everyday、カチューシャ」に収録
  - ヤンキーソウル
  - アンチ - 「Team 研究生」名義
- 「フライングゲット」に収録
  - 抱きしめちゃいけない - 「アンダーガールズ」名義
  - 青春と気づかないまま
- 「風は吹いている」に収録
  - 君の背中 - 「アンダーガールズ」名義
  - 蕾たち - 「チーム4+研究生」名義
- 「上からマリコ」に収録
  - 走れ!ペンギン - 「チーム4」名義
- 「GIVE ME FIVE!」に収録
  - NEW SHIP - 「スペシャルガールズA」名義
- 真夏のSounds good !
- 「ギンガムチェック」に収録
  - Show fight ! - 「フューチャーガールズ」名義
- 「UZA」に収録
  - 次のSeason - 「アンダーガールズ」名義
  - 正義の味方じゃないヒーロー - 「チームB」名義
- 「永遠プレッシャー」に収録
  - 永遠より続くように - 「OKL48」名義
  - 私たちのReason
- 「So long !」に収録
  - そこで犬のうんち踏んじゃうかね? - 「梅田TeamB」名義
- 「さよならクロール」に収録
  - ロマンス拳銃 - 「Team B」名義
- 「恋するフォーチュンクッキー」に収録
  - 推定マーマレード - 「フューチャーガールズ」名義
- 「ハート・エレキ」に収録
  - 快速と動体視力 - 「アンダーガールズ」名義
  - Tiny T-shirt - 「Team B」名義
- 「鈴懸の木の道で「君の微笑みを夢に見る」と言ってしまったら僕たちの関係はどう変わってしまうのか、僕なりに何日か考えた上でのやや気恥ずかしい結論のようなもの」に収録
  - Mosh & Dive
  - 君と出会って僕は変わった - 「NMB48」名義
- 「前しか向かねえ」に収録
  - 秘密のダイアリー - 「Baby Elephants」名義
- ラブラドール・レトリバー
- 「心のプラカード」に収録
  - 性格が悪い女の子 - 「フューチャーガールズ」名義
- 「希望的リフレイン」に収録
  - 歌いたい - 「かとれあ組」名義
- 「Green Flash」に収録
  - パンキッシュ - 「NMB48」名義
- 「ハロウィン・ナイト」に収録
  - 君だけが秋めいていた - 「アップカミングガールズ」名義
- 「ハイテンション」に収録
  - ハッピーエンド - 「レナッチーズ」名義
- シュートサイン
  - 真夜中の強がり - 「NMB48」名義
- 願いごとの持ち腐れ
- 「#好きなんだ」に収録
  - 自分たちの恋に限って - 「フューチャーガールズ」名義

### アルバム選抜楽曲
NMB48名義
- 『世界の中心は大阪や 〜なんば自治区〜』に収録
  - イビサガール
  - 君にヤラレタ - 「Team BII」名義
  - ピーク
- 『難波愛〜今、思うこと〜』に収録
  - まさかシンガポール
  - 難波愛

AKB48名義
- 『ここにいたこと』に収録
  - High school days - 「Team 研究生」名義
  - ここにいたこと - 「AKB48+SKE48+SDN48+NMB48」名義
- 『1830m』に収録
  - 直角Sunshine - 「Team 4」名義
  - 青空よ 寂しくないか? - 「AKB48+SKE48+NMB48+HKT48」名義
- 『次の足跡』に収録
  - Stoicな美学
  - ぽんこつブルース
  - 悲しき近距離恋愛 - 「Team B」名義
- 『ここがロドスだ、ここで跳べ!』に収録
  - 僕たちのイデオロギー

### その他の参加楽曲
- シングル「初恋は実らない」（おじゃる丸シスターズ名義、2011年5月11日発売）
  - 初恋は実らない （NHKアニメ『おじゃる丸』第14シリーズ（2011年）のエンディング・テーマ）
  - かたつむり〜おじゃる丸シスターズ・バージョン〜

### 劇場公演ユニット曲
チーム研究生「シアターの女神」公演
- キャンディー
- 初恋よ こんにちは

チームB 5th Stage「シアターの女神」
- ロマンスかくれんぼ（前座ガール）
- キャンディー（増田有華のアンダー）

 チームK 6th Stage「RESET」
- 檸檬の年頃（前座ガールズ）
- 逆転王子様（峯岸みなみのアンダー）

 チームA 6th Stage「目撃者」
- ミニスカートの妖精（前座ガールズ）
- ☆の向こう側（多田愛佳のアンダー）

 チーム4 1st Stage「僕の太陽」
- アイドルなんて呼ばないで

 チームN 1st Stage「誰かのために」リバイバル公演
- ライダー

 チームN 3rd Stage「ここにだって天使はいる」
- おNEWの上履き
- 初めての星
- 100年先でも

 チームBII 3rd Stage「逆上がり」
- わがままな流れ星
- 抱きしめられたら（渡辺美優紀のアンダー）

## 出演

### テレビドラマ
- マジすか学園2（2011年4月16日 - 7月2日、テレビ東京） - レモン 役
- 花ざかりの君たちへ〜イケメン☆パラダイス〜2011（2011年7月10日 - 9月18日、フジテレビ） - 尼崎カンナ 役
- さばドル（2012年1月14日 - 4月7日、テレビ東京） - 市川美織 役
- マジすか学園3（2012年7月21日・7月28日、テレビ東京） - すだち 役
- So long ! 第3夜（2013年2月13日、日本テレビ）
- マジすか学園4（2015年1月20日 - 3月31日、日本テレビ） - レモン 役
- 無能の鷹 第4話（2024年11月1日、テレビ朝日） - マミ 役[52][53]

### バラエティ
- 稲川淳二の超絶こわい劇場2015夏（2015年8月1日 - 9月12日、NOTTV1）
- 発掘！夢サウナ（2023年1月4日、テレビ東京） - MC[54]
- バズ100〜バズるための100の法則！〜（2023年10月22日（21日深夜） - 2024年1月13日、TOKYO MX） - MC
- WAGEIのじかん（2024年3月17日 - 、テレ朝チャンネル1） - アシスタント。MCは玉川太福[55]
- 開演!時代を彩る名曲七番勝負（2025年3月30日、BS-TBS） - MC[56]

### ドキュメンタリー
- 第30回JNN企画大賞 命をつなぐ動物園、もう一つの誓い（2020年1月18日、中国放送・JNN28局ネット） - レポーター[57]

### 映画
- 子猫の涙（2008年1月26日、トルネード・フィルム） - 森岡治子の同級生 役
- 劇場版 私立バカレア高校（2012年10月13日、ショウゲート） - 橘菜々美 役[58][59]
- 放課後戦記（2018年4月7日、アイエス・フィールド） - 主演・門脇瀬名 役[60][61]
- 饗-おもてなし-（2018年4月22日、よしもとクリエイティブ・エージェンシー） - 主演・えみのめぐみ 役、主題歌「困っちゃうな女将さん」市川美織名義[62]
- 夢叶えるサウナ（2023年12月17日、モバコン） - 主演・山崎のぞみ 役[63][64]
- ARAKAWA UNDER 9-Episode1- （2023年公開予定）- 主演[65]

### ラジオ
- AKB48 今夜は帰らない…（2011年5月2日 - 2013年8月19日、CBCラジオ） - 6代目パーソナリティー
- NMB48りかとダレカのガールズ☆ト〜ク（2015年2月1日 - 2016年8月28日、ラジオ関西）[注 5][66]

### 舞台
- 母の桜が散った夜（2006年5月30日 - 6月6日、アイピット目白）[注 6][6]
- ニコニコミュージカル「千本桜」（2013年3月13日 - 20日・22日 - 24日、銀座博品館劇場） - 鏡音鈴 役[67]
- 放課後戦記（2016年10月5日 - 7日、新宿村LIVE） - 主演・門脇瀬名 役（りりかとのWキャスト）[26][68]
  - 「放課後戦記」舞台シネマ（2017年3月4日、ニュー八王子シネマ シネマ1）[69]
- こと〜築地寿司物語〜（2017年2月23日 - 24日、築地本願寺ブディストホール） - 弥生 役[70]
  - こと〜築地寿司物語〜 続編（2018年3月1日・4日 - 8日、築地本願寺ブディストホール）[71][72]
  - こと〜築地寿司物語〜 明日への轍（2023年4月27日 - 30日、築地本願寺ブディストホール）[73]
- ダンガンロンパ3 THE STAGE2018〜The End of 希望ヶ峰学園〜（2018年7月20日 - 23日、サンシャイン劇場 / 7月27日 - 29日、森ノ宮ピロティホール / 8月3日 - 13日、ヒューリックホール東京） - 塔和モナカ 役[74][75]
- 若様組まいる〜若様とロマン〜（2018年10月6日 - 21日、三越劇場） - 水柿あやの 役[76][77]
- 方南ぐみ企画公演「伊賀の花嫁 その三『ズルい女』編」（2019年2月2日 - 11日、三越劇場）
- 巌窟王 Le theatre（2019年12月20日 - 28日、こくみん共済 coopホール／スペース・ゼロ） - エデ 役[78][79]
- “STRAYDOG”Produce『路地裏の優しい猫』（2020年7月24日・25日、近鉄アート館） - 主演・ハルコ 役[80][注 7]
- 爆走おとな小学生「初等教育ロイヤル」（2021年7月23日 - 25日、京都劇場） - 中村さん 役
- ACTOR’S TRIBE ZIPANG プロデュース シーボルト父子伝〜蒼い目のサムライ〜（2021年8月8日、築地本願寺ブディストホール）[81]
- 舞台「夜明けのうた」（2022年1月13日 - 16日、渋谷区文化総合センター大和田 さくらホール） - 明子 役[82]
- 舞台「あの日見た花の名前を僕達はまだ知らない。」（2022年2月2日 - 6日、あうるすぽっと〈豊島区立舞台芸術交流センター〉） - ヒロイン・本間芽衣子（めんま） 役[83][84]
- 冤罪執行遊戯ユルキル the stage（2022年4月23日 - 5月1日、ニッショーホール） - 一凛花華 役[85]
- 舞台「青少年アシベ」（2022年7月13日 - 17日、大手町三井ホール） - チット・チット・プー 役[86]
- ACTOR’S TRIBE ZIPANG プロデュース シーボルト父子伝〜蒼い目のサムライ〜2022（2022年8月10日 - 14日、築地本願寺ブディストホール） - 岩本はな 役[87]
- 舞台「放課後戦記2022」（2022年11月29日 - 12月4日、Mixalive TOKYO TheaterMixa） - 主演・門脇瀬名 役[88]
- 舞台「炎炎ノ消防隊」-五つ目の柱-（2023年3月24日 - 26日、メルパルクホール大阪 / 3月29日 - 4月2日、天王洲 銀河劇場） - アイリス 役[89]
- 舞台「あの日見た花の名前を僕達はまだ知らない。」2023（2023年8月9日 - 15日、銀座博品館劇場） - ヒロイン・本間芽衣子（めんま） 役[90]
- 舞台「The Great Gatsby 2023」（2023年11月18日・19日、近鉄アート館 / 11月23日 - 27日、三越劇場） - デイジー・ブキャナン 役[91]
- 舞台「ロッカールームに眠る僕の知らない戦争」（2024年2月2日 - 4日、草月ホール） - 四ツ葉 役[92]
- リーディングステージ「東京クロノス 渋谷隔絶」（2024年3月30日・31日、渋谷区文化総合センター大和田 伝承ホール） - 雨白咲恵 役[93]
- 舞台「放課後戦記2024」（2024年7月8日 - 15日、シアター・アルファ東京） - 主演・門脇瀬名 役[94]
- 舞台「ブラック・コメディ」（2024年8月17日 - 9月1日、IMM THEATER） - ヒロイン・キャロル・メルケット 役[95][96]
- ミュージカル「もう一度抱きしめて」（2025年1月29日 - 2月2日、博品館劇場） - 主演・天谷美希 役[97]
- 舞台「G7」（2025年4月11日 - 15日、三越劇場） - エレノア・リチャード 役[98]
- シーボルト父子伝〜蒼い目のサムライ〜　共生への旅路（2025年7月10日 - 13日、博品館劇場） - ハインリッヒ・シーボルト（少年時代） 役[99]
- また本日も休診〜山医者のうた〜（2025年10月11日 - 15日〈予定〉、博多座 / 10月23日 - 11月2日〈予定〉、明治座 / 11月6日〈予定〉、栃木県総合文化センター / 11月22日〈予定〉、やまぎん県民ホール 大ホール）[100]

### CM・広報
- ANNOYING ORANGE ～アノーイングオレンジの胸やけ気味な大冒険～ DVD応援隊長（2013年12月5日 - 、ポニーキャニオン）[101]
- 塩レモンUMAMIチキン竜田サンド・グリルチキンのレモンクリーム × 市川美織コラボキャンペーン（2018年2月24日・3月5日 - 、ファーストキッチン / ファーストキッチン・ウェンディーズ）[102]
- Q&Aコミュニティアプリ「MiLQ」 webムービー（2018年7月10日 - 、株式会社ベル）[103]

### 広告モデル
- keisuke kanda 2015春夏コレクション（2015年1月6日 - 15日、Candyrock）[104][105]
- Samantha Vega SAMANTHAVEGA meets Miori Ichikawa 2023 Spring/summer Collection（2023年3月31日 - 、サマンサタバサジャパンリミテッド）[106]
- WILLSELECTION（2024年5月 - 、バーンデストローズジャパンリミテッド）[107]

### ゲーム
- プロ野球スピリッツ2019（2019年7月18日、コナミデジタルエンタテインメント PlayStation 4 / PlayStation Vita） - 「スタープレイヤーモード」タレント 役[108]

### インターネットテレビ

#### ドラマ
- AKBラブナイト 恋工場 第38話「二十歳の告白」（2016年9月8日、ビデオパス・テレ朝動画） - 主演・遙 役[109]
- 連続ショートドラマ「あじさい」（2017年9月9日 - 、FRESH！越後屋ch）[110]
- 360°サウンドドラマ「ミミニツイテハナレナイ」Episode3（2020年9月11日配信開始、YouTube・Spotify） - 美由 役[111]
- セコケチ義妹がすべてを失った話（2025年5月1日 - 、BUMP・UniReel） - 主演・加恵 役（川添野愛とのW主演）[112]

#### バラエティ
- 市川美織のレモンdeないと!（2013年6月22日 - 2014年12月19日・2015年7月7日、Ameba Studio） - MC
- 熱血!ときめき学園（2016年11月24日 - 、FRESH! by AbemaTV） - 学級委員長[113][114]
- 華原朋美のトモちゃんといっしょZ（2016年11月30日 - 12月28日、AbemaTV） - みおりん 役（準レギュラー）[115]
- 市川美織に、アイドルを学ぶ〜NEXTアイドルをさがせ！特番（2017年7月21日、ニコニコ生放送）[116]
- サッポロビール 第1回 レモン・ザ・リッチ王決定戦（2019年3月27日、ニコニコ動画）[117]

### ネット配信
- MUSE VOiCE（2021年6月1日 - 、MUSE VOiCE YouTubeチャンネル） - MC[118]

### イベント
- Rakuten GirlsAward 2019 SPRING／SUMMER（2019年5月18日、幕張メッセ）[119]
- 東京ガールズコレクション
  - TGC BEACH 2019（2019年8月9日、三浦海岸）[120]
  - 第31回 マイナビ 東京ガールズコレクション 2020 AUTUMN/WINTER ONLINE（2020年9月5日、オンライン配信）[121]
  - TGC KITAKYUSHU 2022 by TOKYO GIRLS COLLECTION（2022年11月19日、西日本総合展示場）[122]
  - CREATEs presents TGC KITAKYUSHU 2023 by TOKYO GIRLS COLLECTION（2023年10月7日、西日本総合展示場新館）[123]
- TOKYOアニメツーリズム2020 デジタルスタンプラリー キックオフイベント（2020年2月2日、ベルサール秋葉原）[124]

## 書籍

### 電子書籍
- 僕とツンデレとハイデガー（2011年9月14日、講談社）[125]

### 写真集
- AKB48れなっち総選挙選抜写真集 16colors（2017年1月31日、徳間書店、撮影：LUCKMAN、佐藤佑一）ISBN 978-4198642891[126]
- PRIVATE（2019年8月7日、玄光社、撮影：LUCKMAN）ISBN 978-4768312179[34]
- 果汁29%（2024年4月18日、玄光社）ISBN 978-4768318942[127]

### カレンダー
- 市川美織 2012年カレンダー（2011年11月19日、ハゴロモ）
- 卓上 市川美織 2013年カレンダー（2012年12月7日、ハゴロモ）
- 卓上 市川美織 2014年カレンダー（2013年12月6日、ハゴロモ）

### 雑誌連載
- FLASHスペシャル（2015年4月24日 - 、光文社） - 市川美織のお笑い芸人になりたいの!